# Фернандино
Фернандино, фернандинос, фернандцы, креолы Фернандо-По — народ в Экваториальной Гвинее на острове Биоко (бывший Фернандо-По). Численность на 2004 год: 6 тысяч человек (Попов 1998: 577).

## Язык
Пользуются языком — крио, который сформировался на базе креольского языка, сформировавшегося на американских плантациях из англоязычного пиджина, ряда диалектов английского и элементов франкоязычного и португалоязычного пиджинов, а также языка йоруба, и его вариантом потто («портовый говор»). Согласно оценке 1998 года, более чем 70 тысяч жителей Экваториальной Гвинеи используют потто в качестве торгового языка. (Долгопольский 1955: 29-60.)

## Религия
Большинство фернандино — католики, меньшинство — протестанты. (Попов 1998: 577.)

## Расселение
Первая существующая группа фернандино появилась на острове Фернандо-По. Фернандино — это смесь креолов, переселившихся на о. Биоко, и потомков освобождённых рабов из Ямайки, Пуэрто-Рико и Кубы, которые обосновались там в XIX веке. Это потомки союзов мулаток буби и мужчин испанского происхождения. Как правило, отпрыски от такого союза не признавались их отцами, однако некоторые пары все же венчались в католической церкви.(Якубовский 1992: 58-60.) В течение колониального правления и начала борьбы за независимость много фернадино расселились на Аннобоне, Канарских островах и в Испании, чтобы избежать политических и социальных проблем. (Мельников, Корочанцев 2001: 36-38.)

## Фернандино материковой Гвинеи
Фернандино, проживающие на материковой Экваториальной Гвинее, появились позже фернандино Фернандо-По.